# Ferme fortifiée de Charbogne
La ferme fortifiée de Charbogne est une ancienne ferme située à Charbogne, en France.

## Description
Pour Suzanne Briet, cet édifice est un exemple typique des bâtiments défensifs du XVIe siècle. C'est un quadrilatère simple, avec peu d'ouvertures, bâti en plaine, muni de tours d'angles, d'une porte charretière, ancien pont-levis, au nord, et de douves en partie disparues. Il faut remarquer également les cheminées : dans la tour au sud-est se trouve la plus importante et dans la tour au sud-ouest la mieux conservée.

## Localisation
La ferme fortifiée est située sur la commune de Charbogne, dans le département français des Ardennes. Elle est le long de l'axe de la D 14 ou Grande Rue, dans le centre du village.

## Historique
Son origine remonterait au XIIe siècle. Vers la fin du XVIe siècle, Henriette de Clèves, veuve de Louis de Gonzague vend la seigneurie de Charbogne à un militaire Jean de Guiot, gouverneur de Mézières qui fait construire un château. Celui-ci comprenait un corps de logis, les murs d'enceinte, les deux tours nord, le pont-levis et les douves. En 1676 l'édifice est vendu à Antoine de Wignacourt.
À partir de la fin du XVIIe siècle l'édifice est peu entretenu et à la Révolution il est vendu comme « bien national », puis à partir du XIXe siècle le château est rénové puis transformé en ferme : le corps de logis devient écurie ; la tour sud-est, grenier à grain et les deux tours nord, des bergeries.
Pendant la Première Guerre mondiale, la tour nord-est est détruite, ainsi qu'une partie des étables.
La ferme n'est finalement plus entretenue et en 1989, le corps de logis s'écroule, suivi rapidement par la grange et des deux tours est. Laissé à l'abandon, l'ensemble est racheté en 2006 par un privé qui entreprend sa rénovation pour transformer l'ensemble en gîte touristique. L'édifice est inscrit au titre des monuments historiques en 1948.